# 국조정토록
국조정토록(國朝征討錄)은 대한민국 경기도 성남시 분당구, 한국학중앙연구원에 있는 조선시대의 활자본 책이다. 2007년 4월 20일 대한민국의 보물 제1511호로 지정되었다.

## 개요
이 책은 조선 세종부터 중종 연간의 대외정벌사를 기록한 것이다. 체재를 보면 목록과 범례에 이어 상권에는 대마도 정벌, 파저강 전투, 1차 건주여진 정벌이, 하권에는 2차 건주여진 정벌, 이마거 정벌, 서북오랑캐 정벌, 삼포왜란이 수록되어 있다.
서술의 체재는 각 전쟁별로 연대에 따라 강목체로 기술되어 있는데, 범례에서 말하고 있듯이 조선의 군사행동은 정(征) 또는 토(討)로 칭하고 적병은 구(寇) 또는 반(叛), 적을 격파한 경우는 참(斬) 또는 로(虜)로 표현하는 등 역사적 사실에 포폄(褒貶, 일종의 도덕적 평가)을 행한 《자치통감강목》의 서례(序例)를 따르고 있다.
《광해군일기》를 보면 당시까지 사본의 형태로 유포되고 있었던 이 책은 적어도 1614년(광해군 6) 이후에 활자로 인출되었음을 알 수 있으며, 이익의 《성호사설》을 보면 활자로 인출된 후에도 구해서 보기 쉽지 않은 책이었음을 알 수 있다. 이 《국조정토록》은 아직까지 국내에서는 유일본으로 희소 가치가 있으며 조선전기 전쟁사나 서지학 연구에 중요한 자료로 평가된다.

## 관련 논문
- 정구복, 〈국조정토록의 자료적 성격〉,  《장서각》 9, 한국학중앙연구원(구 한국정신문화연구원), 2003
- 노영구, 〈『國朝征討錄』편찬의 특징과 자료적 가치〉, 《장서각》 18, 한국학중앙연구원, 2007
- 정해은, 〈16세기 동아시아 속의 조선과 『國朝征討錄』의 편찬〉, 《장서각》 29, 한국학중앙연구원, 2013

## 참고 자료
- 국조정토록 - 국가유산청 국가유산포털